# Interpro Cycling Academy
L' Interpro Cycling Academy (codi UCI: IPC) és un equip ciclista japonès professional en ruta. Creat al 2007 com a equip amateur, al 2017 va aconseguir la categoria Continental.

## Principals resultats

### Grans Voltes
- Tour de França
  - 0 participacions

- Giro d'Itàlia
  - 0 participacions

- Volta a Espanya
  - 0 participacions

## Composició de l'equip
| \| Llista de l'equip 2017 \| Llista de l'equip 2017 \| Llista de l'equip 2017 \| Llista de l'equip 2017 \| \| Ciclista \| Data de naixement \| Equip previ \| \| \| --------------------------------------- \| ---------------------- \| -------------------------------------- \| ---------------------- \| \| Julien Amadori \| 20 de febrer de 1993 \| \| \| \| Tom Bossis \| 21 de febrer de 1994 \| Tusnad (2015) \| \| \| Damien Garcia \| 17 de abril de 1992 \| Stradalli-Bike Aid (2016) \| \| \| Florian Hudry \| 6 de novembre de 1994 \| UC Monaco (2016) \| \| \| Kyohei Mizuno \| 23 de octubre de 1988 \| Nasu Blasen (2016) \| \| \| Takayuki Mizuno \| 10 de setembre de 1990 \| Ciervo Nara Merida Cycling Team (2014) \| \| \| Takuya Nakata \| 3 de juny de 1996 \| \| \| \| Torataro Nishi \| 24 de octubre de 1996 \| \| \| \| Issak Tesfom Okubamariam \| 28 de febrer de 1991 \| Sharjah Team (2016) \| \| \| Yuto Yoshida \| 18 de desembre de 1994 \| 日本大学 (2016) \| \| \| \| \| \| \| \| Fonts: ProCyclingStats Cycling Quotient \| \| \| \| |                        |                                        |  |
| Llista de l'equip 2017 |                        |                                        |  |
| Ciclista | Data de naixement      | Equip previ                            |  |
| Julien Amadori | 20 de febrer de 1993   |                                        |  |
| Tom Bossis | 21 de febrer de 1994   | Tusnad (2015)                          |  |
| Damien Garcia | 17 de abril de 1992    | Stradalli-Bike Aid (2016)              |  |
| Florian Hudry | 6 de novembre de 1994  | UC Monaco (2016)                       |  |
| Kyohei Mizuno | 23 de octubre de 1988  | Nasu Blasen (2016)                     |  |
| Takayuki Mizuno | 10 de setembre de 1990 | Ciervo Nara Merida Cycling Team (2014) |  |
| Takuya Nakata | 3 de juny de 1996      |                                        |  |
| Torataro Nishi | 24 de octubre de 1996  |                                        |  |
| Issak Tesfom Okubamariam | 28 de febrer de 1991   | Sharjah Team (2016)                    |  |
| Yuto Yoshida | 18 de desembre de 1994 | 日本大学 (2016)                        |  |
| |                        |                                        |  |
| Fonts: ProCyclingStats Cycling Quotient |                        |                                        |  |

## Classificacions UCI
A partir del 2017 l'equip participa en les proves dels circuits continentals, especialment a l'UCI Àsia Tour.
UCI Àfrica Tour
| Temporada | Classificació per equips | Millor ciclista en la classificació individual |
| --------- | ------------------------ | ---------------------------------------------- |
| 2017      | 9è                       | Tesfom Okubamariam (7è)                        |

UCI Àsia Tour
| Temporada | Classificació per equips | Millor ciclista en la classificació individual |
| --------- | ------------------------ | ---------------------------------------------- |
| 2017      | 62è                      | Tesfom Okubamariam (123è)                      |